# Weißzügel-Waldsänger
Der Weißzügel-Waldsänger (Myiothlypis conspicillata, Syn.: Basileuterus conspicillatus), auch Rotscheitel-Waldsänger genannt, ist ein kleiner Singvogel aus der Gattung Myiothlypis in der Familie der Waldsänger (Parulidae). Das Verbreitungsgebiet befindet sich im nördlichen Kolumbien. Die Art ist eng verwandt mit dem Graukehl-Waldsänger (Myiothlypis cinereicollis) und dem Goldscheitel-Waldsänger (Myiothlypis coronata). Die IUCN listet die Art als „potenziell gefährdet“ (near threatened).

## Merkmale
Weißzügel-Waldsänger erreichen eine Körperlänge von 13,5 Zentimeter. Die Flügellänge beträgt bei den Weibchen 6 Zentimeter; für die Männchen liegen keine Angaben vor. Erwachsene Tiere und Jungvögel ab dem ersten Jahr haben eine schwärzlichgraue Stirn und schwärzlichgraue Scheitelseitenstreifen, die bis zum Nacken verlaufen. Der ziemlich schmale Scheitelstreifen ist gelblich-orange. Die unterbrochenen Augenringe und der Bereich über den schwärzlichen Zügeln ist weiß und formt eine hervorstechende unterbrochene Brille. Der zentrale Nacken, die Nackenseiten und die Ohrdecken sind mittelgrau. Das Oberseitengefieder und der Schwanz sind olivgrün, die Flügel sind dunkelbraun mit olivgrünen Federrändern. Der Unterbartbereich und die Kehle sind blassgrau, das restliche Unterseitengefieder ist leuchtend gelb mit olivgrauem verwaschenen Brustgefieder und olivgrauen verwaschenen Flanken.

## Vorkommen, Ernährung und Fortpflanzung

Verbreitungsgebiet des Weißzügel-Waldsängers (grün)

Über den Weißzügel-Waldsänger gibt es wenige Untersuchungen. Die Art ist eine von drei Waldsängerarten, die in der Bergkette Sierra Nevada de Santa Marta im Norden von Kolumbien vorkommen. Die standorttreuen Tiere bewohnen feuchte Wälder, Waldränder und eine gut entwickelte gesunde Vegetation in Höhen von 700 bis 2200 Metern. Ihre Nahrung suchen sie in den unteren und mittleren Regionen der Vegetation, gewöhnlich im dichten Gestrüpp oder Unterholz.
Das kuppelförmige Nest legen sie am Boden oder unter Baumwurzeln an. Ein Gelege besteht aus drei bis vier Eier. Über die Brutzeit sowie Bebrütungs- und Nestlingszeit gibt es keine genauen Untersuchungen. Fortpflanzungsbereite Vögel wurden zwischen April und Juni beobachtet. 

## Systematik
Weißzügel-Waldsänger wurden früher als Unterart des Graukehl-Waldsängers oder auch als Unterart des Goldscheitel-Waldsängers gesehen.